# Haus des Heiligenstädter Testaments

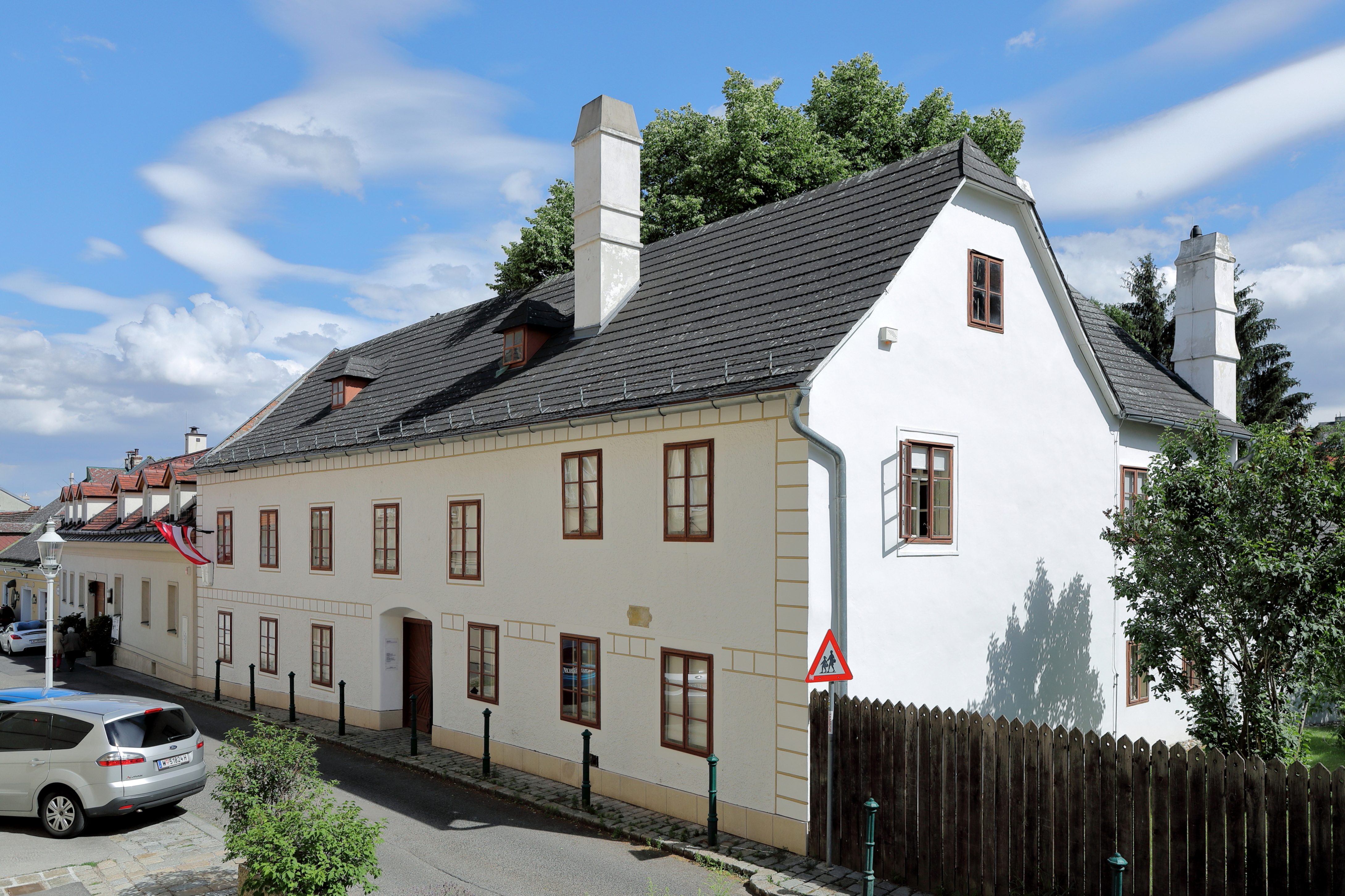
Ansicht des Heiligenstädter Beethovenhauses

Das Haus des Heiligenstädter Testaments oder Testamentshaus befindet sich an der Adresse Probusgasse 6 in Heiligenstadt, ein Wiener Stadtteil im 19. Bezirk Döbling. Der Name kommt daher, dass Ludwig van Beethoven im Jahre 1802 hier sein sogenanntes Heiligenstädter Testament verfasst haben soll.
Das Haus wurde 1967 von der Stadt Wien angekauft, die darin eine Gedenkstätte einrichtete. 2017 wurde das Haus renoviert und von einer 40 m² umfassenden Gedenkstätte zu einem 265 m² großen Beethoven-Museum erweitert, das vom Wien Museum betrieben wird.

## Hintergrund

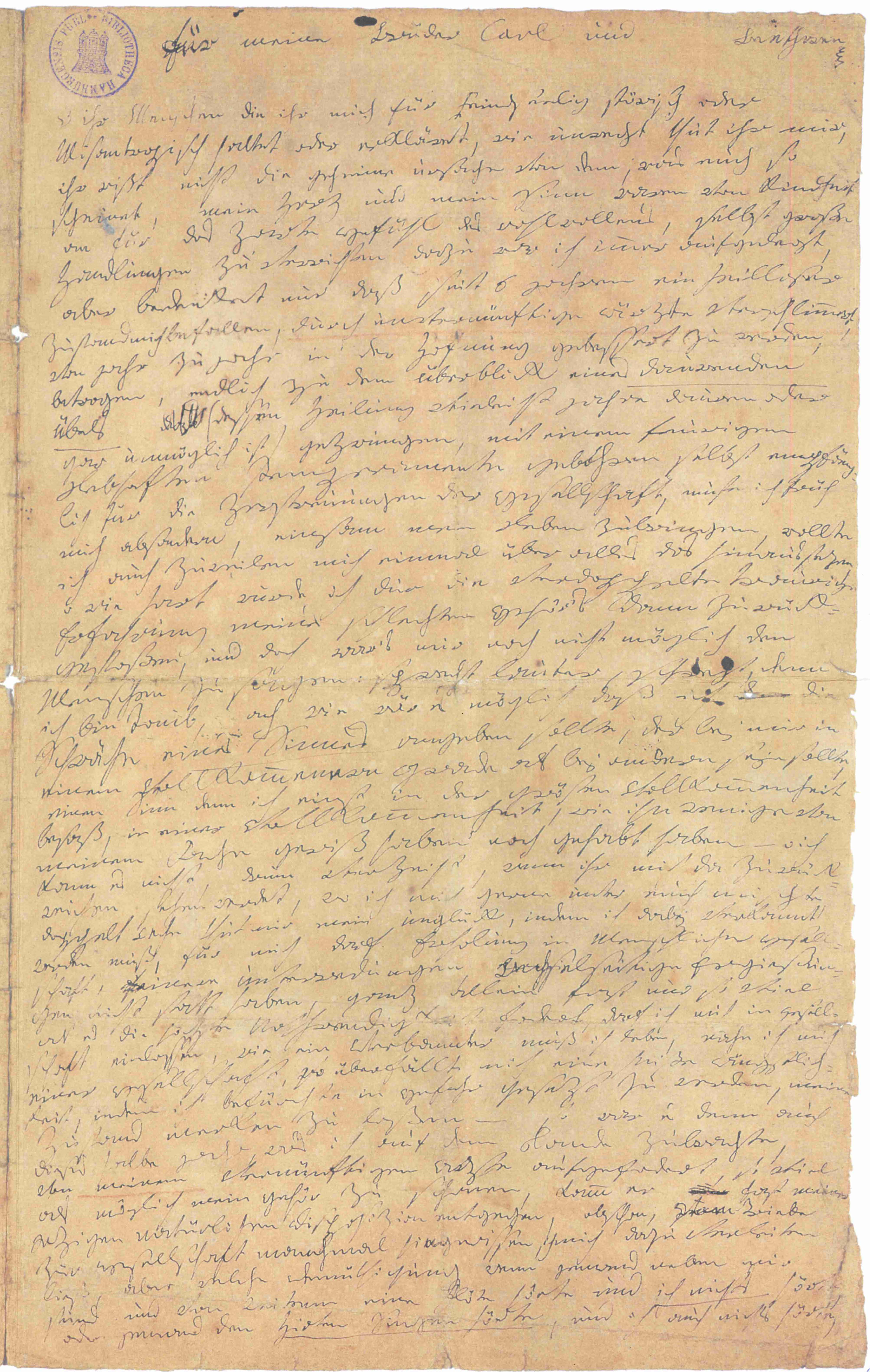
Erste Seite des Heiligenstädter Testaments

Beethoven suchte von Mai bis Oktober 1802 die mineralhaltige Quelle der Badeanstalt in Heiligenstadt bei Wien (bis 1892 Vorort von Wien) auf, um die gastritischen Beschwerden behandeln zu lassen, an denen er, verbunden mit heftigen Koliken, häufig litt. Sein Arzt Johann Adam Schmidt stellte auch die Heilung seines fortschreitenden Gehörleidens in Aussicht. Beethoven wohnte in einem freistehenden Bauernhaus außerhalb von Heiligenstadt auf dem Weg nach Nussdorf in der Herrengasse 6 (heute: Probusgasse 6). Dort schrieb der 31-Jährige am 6. Oktober einen Brief an seine Brüder, in dem er in emphatischen Worten die Sorge um sein schlechter werdendes Gehör, seine gesellschaftliche Isolation, die daraus keimenden und überwundenen Suizidgedanken beschreibt und seinen Nachlass regelt. Obwohl er am 10. Oktober noch eine Nachschrift verfasste, den Papierbogen faltete und versiegelte, schickte er den Brief, der erst 1827 im Nachlass aufgefunden wurde, nicht ab.

## Forschungen
Im Jahre 1890 fand Josef Böck, Ehrenmitglied des örtlichen Männergesangvereins das Haus. Nachdem in Bonn Beethovens Geburtshaus als Museum gegründet worden war, setzte auch in Wien die Forschung über Beethovens Wohnstätten ein. Das Haus wurde 1967 von der Stadt Wien angekauft. Neuere Forschungen von Walther Brauneis ergaben, dass der Wohntrakt, in dem sich heute eine Beethoven-Gedenkstätte des Wien Museums befindet (straßenseitig ergänzt durch jene der Wiener Beethoven-Gesellschaft), erst 1807 nach einem Großbrand erbaut wurde, also keinesfalls authentisch sein kann. Es gibt aber auch Hinweise, dass Beethoven im Sommer 1802 in einem anderen Haus logiert haben könnte.